# Sant'Eusanio Forconese
Sant'Eusanio Forconese là một đô thịthuộc tỉnh L'Aquila trong vùng Abruzzo của Ý. Ý. Đô thị này có diện tích 7 km², dân số 443 người. Các làng trực thuộc:. Các đô thị giáp ranh gồm: Fossa, Ocre, Poggio Picenze, Rocca di Mezzo, San Demetrio ne' Vestini, Villa Sant'Angelo